# Dollrottfeld
Dollrottfeld (dänisch: Dollerødmark) ist ein Ortsteil der Gemeinde Süderbrarup im Kreis Schleswig-Flensburg in Schleswig-Holstein. Bis zum 1. März 2018 war Dollrottfeld eine eigenständige Gemeinde.

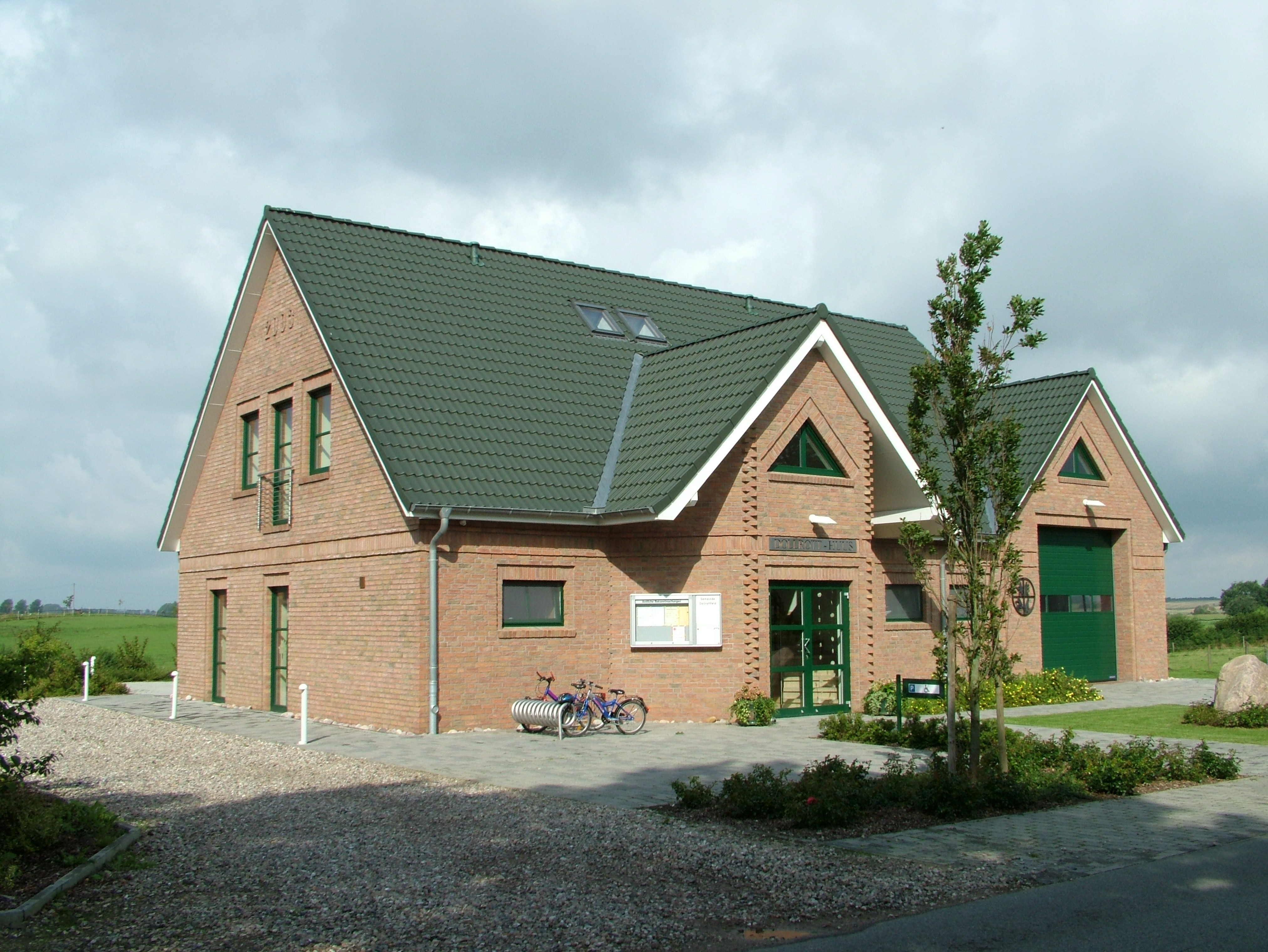
Dollrott-Huus

## Geographie und Verkehr
Zu Dollrottfeld gehören Bedstedt (dänisch: Bedsted), Dollrott (Dollerød), Dollrottfeld (Dollerødmark), Dollrottholz (Dollerødskov), Dollrottmoor (Dollerødmose), Dollrottroy (Dollerødrød), Dollrottwatt (Dollerødvad), Gaarwang (Gaardvang), Justrup, Oberland (früher Krögum, dän. Krøgum) und Süderfeld (Søndermark). Dollrottfeld hat keinen ausgeprägten Ortskern, sondern ist ein Straßendorf. Der Ort entstand im Zuge der Verkoppelung der Ländereien von Gut Dollrott im 18. Jahrhundert, als sich die Bauern auf dem ehemaligen Feld ansiedeln konnten. Der Grundname Dollrot bedeutet Rodung im Tal, zurückgehend auf dän. dal für Tal mit Dehnung und Rundung des /a/ sowie zurückgehend auf altdän. ruth (mitteldän. roj, neudän. rød) für Rodung.
Dollrottfeld liegt etwa acht Kilometer westlich von Kappeln sowie etwa zwei Kilometer östlich vom Kernort Süderbrarup an der Bundesstraße 201 nach Schleswig.

## Politik
Seit der Kommunalwahl 2013 hatte die Wählergemeinschaft KAWD (Kommunale Aktive Wählergemeinschaft Dollrottfeld) alle neun Sitze in der letzten Gemeindevertretung. Letzter Bürgermeister war Wolfgang Hansen (KAWD).

## Wirtschaft
Die Ortschaft ist sehr stark landwirtschaftlich geprägt, wobei allerdings die Anzahl bewirtschafteter Höfe seit Jahren stark zurückgeht. Es überwiegen Viehzucht, Milchwirtschaft sowie Ackerbau (Getreide, Raps). Mitte und Ende der 1990er Jahre wurden eine Reihe von Windkraftanlagen errichtet. Diese Aktivität fand aber wegen der gestreuten Siedlungsstruktur bald ihre räumliche Grenze.
Wegen ihrer Nähe zu Ostsee und Schlei erlangt der Tourismus für Dollrottfeld eine zunehmende Bedeutung. Dies kommt vor allem durch die steigende Zahl von Ferienwohnungen und Fremdenzimmern zum Ausdruck.

## Sehenswürdigkeiten

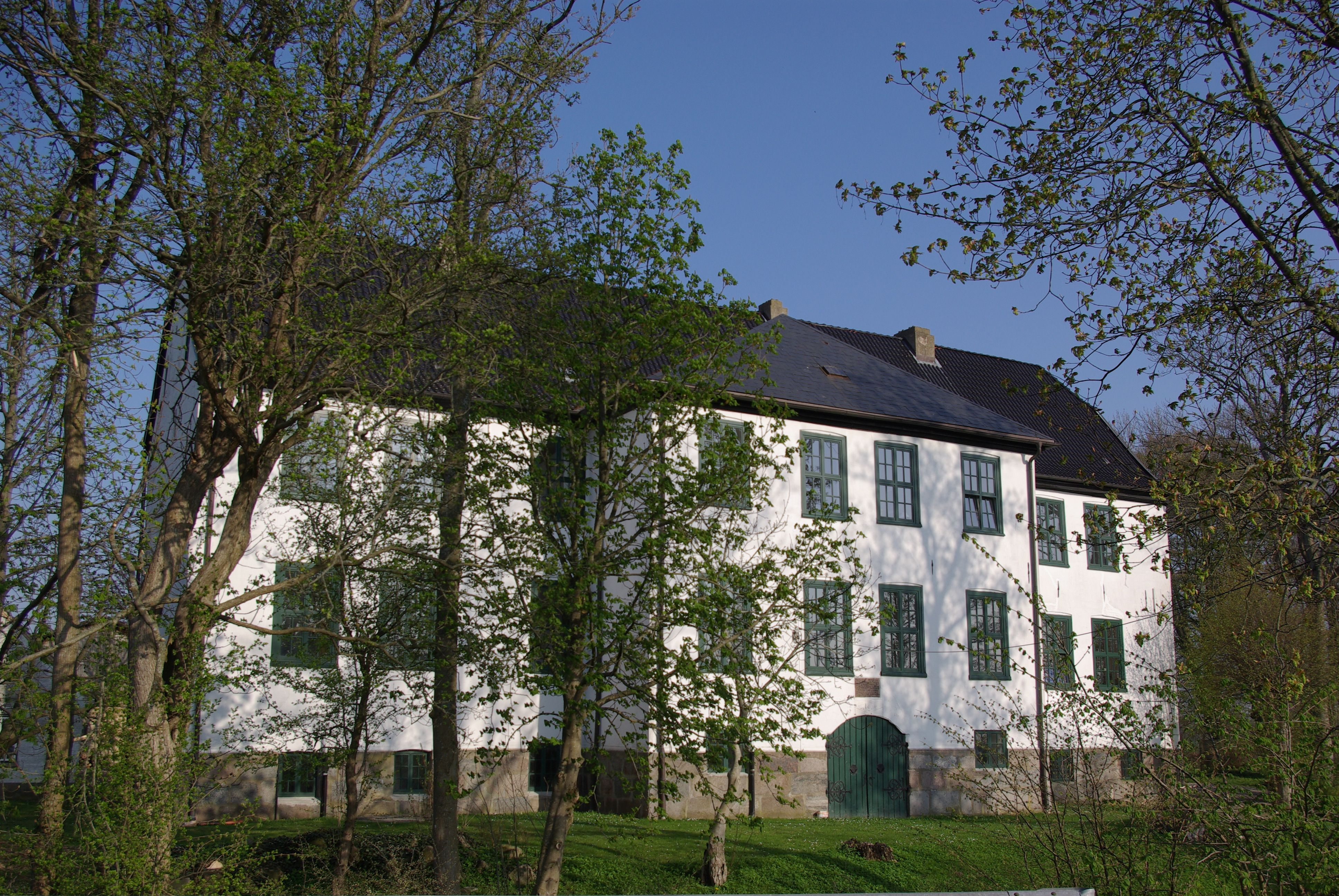
Herrenhaus Gut Dollrott

In der Liste der Kulturdenkmale in Süderbrarup stehen die in der Denkmalliste des Landes Schleswig-Holstein eingetragenen Kulturdenkmale.